# Iván Guerrero
Mario Iván Guerrero Ramírez (ur. 30 listopada 1977 w Comayagua) – honduraski piłkarz, grający na pozycji obrońcy. Były reprezentant Hondurasu.

## Życiorys

### Kariera klubowa
Karierę piłkarską Guerrero rozpoczął w honduraskim klubie FC Motagua, gdzie grał przez 4 lata. W tym czasie zdobył m.in. mistrzostwo kraju oraz superpuchar. Zaowocowało to transferem w 2000 roku do Coventry City. Wraz z nim do Anglii powędrował także inny reprezentant Hondurasu, Jairo Martínez. W ciągu dwóch lat gry w tym klubie Guerrero rozegrał zaledwie 7 spotkań i wraz z Martínezem, w 2002 roku wrócił do FC Motagua.
W roku 2004 Guerrero został nowym piłkarzem urugwajskiego CA Peñarol, gdzie rozegrał 21 spotkań i strzelił bramkę. Rok później pojechał do Stanów Zjednoczonych, by podpisać kontrakt z grającym w Major League Soccer klubie Chicago Fire. Tam przez 2 lata gry w tym klubie rozegrał 74 spotkania, strzelając do siatki rywali trzykrotnie. 21 grudnia 2007, w wyniku 2007 MLS Expansion Draft, Guerrero trafił do reaktywowanego po roku przerwy klubu San Jose Earthquakes. W sezonie 2008 zawodnik trafił do D.C. United, a po zakończeniu sezonu, w ramach wymiany, przeszedł do Colorado Rapids. W przeciwnym kierunku trafił Christian Gómez. W barwach nowego klubu Guerrero nie zadebiutował, a w 2009 wrócił do Hondurasu, by zagrać ponownie w FC Motagua.
W latach 2013–2015 był zawodnikiem amerykańskiego klubu Fort Lauderdale Strikers.

### Kariera reprezentacyjna
W reprezentacji Hondurasu Guerrero zadebiutował w 1999 roku. Brał udział w Igrzyskach Olimpijskich w Sydney, oraz w trzech mistrzostwach o Złoty Puchar CONCACAF. Karierę w reprezentacji zakończył w 2010, czyli w tym samym, w którym Honduras po 28 latach przerwy grał na Mistrzostwach Świata w piłce nożnej. W sumie w reprezentacji Guerrero rozegrał 85 spotkań i strzelił 4 gole.

### Kariera trenerska
W 2015 był tymczasowym trenerem amerykańskiego klubu Fort Lauderdale Strikers.